# San Esteban Catarina
San Esteban Catarina es un distrito del municipio de San Vicente Norte en El Salvador, perteneciente al departamento de San Vicente, ubicado en la región paracentral del país, a 51 km al oriente de la ciudad de San Salvador. Fue fundado como pueblo en 1827 siendo uno de los distritos más antiguos del departamento.
El distrito tiene una extensión de 78,14 km² y una población de 6.128 habitantes (estimación en 2024), se encuentra ubicado a una altitud de 770 m s. n. m., cuenta con el mejor clima del departamento. El municipio comprende un casco urbano además de 6  cantones rurales: Amatitán Arriba, Amatitán Abajo, La Burrera, Cerros de San Pedro, San Ildefonso y Cantón San Esteban. El área urbana de San Esteban Catarina se divide en cuatro barrios: Barrio El calvario, Barrio El Centro, Barrio El Carmen y Barrio Concepción. Además de ellos se le suman con el paso de los años colonias y lotificaciones: Nuevo Calvario, San Francisco, Buena Vista y Lotificación San Pablo, San Carlos I, San Carlos II, El Porvenir, El Amate, Los Girasoles, El Aguacate, Parcelación Chancoyote, Comunidad El Cura, Comunidad los panameños. 
Las principales actividades económicas del distrito son el cultivo y procesamiento artesanal de la caña de azúcar y la fabricación de los dulces típicos conocidos como melcochas además de su destacacion en el arte como la música pintura y escultura. La localidad celebra sus fiestas patronales en honor de Catarina Mártir|San Esteban Mártir, además de una fiesta navideña muy al estilo estebano, de 23 al 28 de diciembre. Estas fiestas son celebradas de una manera muy religiosa, cargando a sus patronos en carrosas preparadas por manos estabanas y cargadas en hombros por jóvenes de la localidad, dichas carrosas en el pasado llegaban a medir entre 9 y 12 metros de altura, siendo un espectáculo inolvidable, pero en la actualidad ha disminuido su tamaño por causa del alumbrado eléctrico y telefónico.
El distrito recibió el título de villa en 1871. Durante la guerra civil de El Salvador, en la década de 1980 fue una zona conflictiva, por lo que muchos de sus habitantes abandonaron el pueblo y emigraron a San Salvador o fuera del país. En la zona de los Cerros de San Pedro, tuvieron importantes bases las fuerzas guerrilleras de las FPL y el PRTC, mientras la Fuerza Armada de El Salvador instaló una base militar en el Cerro Las Delicias, en las afueras de la villa.

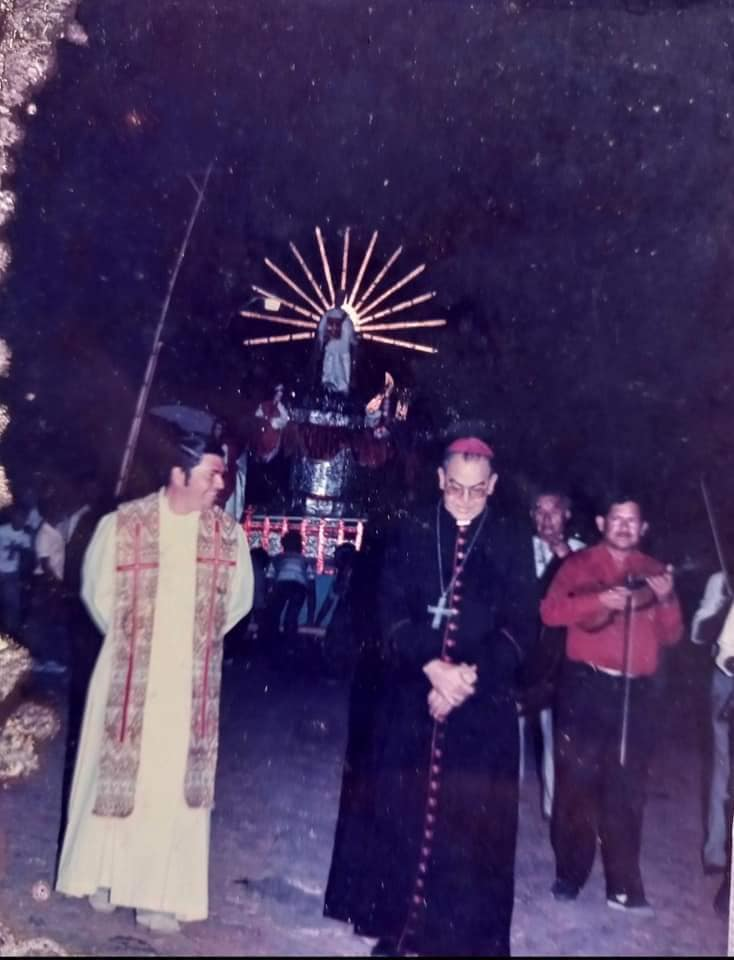
El eclesiástico Arturo Rivera y Damas Durante la guerra civil de El Salvador (circa 1987)

En San Esteban Catarina, nacieron el educador Marcelino García Flamenco, el eclesiástico Arturo Rivera y Damas y los músicos Esteban Servellón, Cecilio Orellana, Domingo Santos, Gabriel Melara. San Esteban Catarina es conocido en El Salvador como el pueblo de la melcocha, la música y el globo, sobresaliendo así entre los 13 municipios del departamento de San Vicente.

## Toponimia
Según la tradición local, el nombre de San Esteban Catarina proviene de un matrimonio formado por Esteban Yúdice y Doña Catarina Prado de Yúdice, quienes cedieron la hacienda para fundar el pueblo.

## Festival de Globos de San Esteban Catarina
La Tradición de los Globos de papel de China es una tradición que inició por 1930. Su creador fue Don Pedro Rodríguez (Q.D.D.G.) conocido como Pedro Muñeco. En 1930 era una tradición la elevación de los globos los fines de semana y por las noches en la pila pública (actualmente es el parque de San Esteban Catarina).
Don Pedro Rodríguez enseñó este arte a Don Juan Clemente y a Carlos Cubías. El 1° de enero de 1976 muere Don Pedro Rodríguez y la tradición sigue con Cecilio Panameño, quien aprendió la elaboración de globos de Don Juan Clemente. En 1980 la tradición casi desaparece por el conflicto armado.
La Casa de la Cultura, apoyada por la Alcaldía Municipal rescata esta tradición y nace el 1.er Festival del Globo el 17 de mayo de 1998. Quedando establecido el Festival del Globo cada segundo fin de semana del mes de mayo de cada año. Este festival, por razones de Bio Seguridad en 2021 no se celebró el festival del Globo por la pendemia del COVID-19, pero promoviendo a los habitantes de este sitio, a lanzar un globo desde sus hogares para conmemorar dicho festival, Rescatándose el festival desde el 2023 por los distintos grupos de Globeros, se lleva a cabo cada año en conjunto con la celebración del día de las Madres, con diferentes competencias del lanzamiento de globo en varios diseños y tamaños y degustación de comidas típicas y danza.
|                    |
| Globo de mariposas |

|                   |
| Interior de Globo |

|               |
| Fuego y Globo |

|                  |
| Globo estilo UFO |

|                             |
| Danza los Rosadores de Caña |

|                         |
| Lanzamiento de un Globo |